# Flemming Rose
Flemming Rose (11 de marzo de 1958) es un periodista danés, autor y desde 2010 editor de asuntos extranjeros en el diario danés Jyllands-Posten. Como editor de cultura del mismo diario, fue principalmente responsable de la publicación de las caricaturas que iniciaron en el Jyllands-Posten la controversia de las caricaturas de Mahoma en el periódico Jyllands-Posten en septiembre de 2005, y desde entonces ha sido reconocido internacionalmente como defensor de la libertad de expresión.

## Biografía
Rose creció en Copenhague. Su padre dejó la familia cuándo Rose era un chico pequeño. Después de que la crisis de las caricaturas de Mahoma, su padre le escribió una carta en la que le sugirió un encuentro y le expresó su acuerdo con la posición. 
Rose se graduó en literatura y lengua rusas en la Universidad de Copenhague. De 1980 a 1996 fue el corresponsal de Moscú  para el diario Berlingske Tidende. Entre 1996 y 1999 fue el corresponsal del diario en Washington, D.C. En 1999 se convirtió en el corresponsal de Moscú para Jyllands-Posten y en abril de 2004 estuvo nombrado su editor cultural, reemplazando Sven Bedsted. Desde entonces 2010,  ha sido el editor de la sección de noticias internacionales.

## Controversia de las caricaturas
Rose es conocido por encargar una serie de dibujos de Mahoma que fueron publicados en el Jyllands-Posten el 30 de septiembre de 2005. Su razonamiento era que muchos los artistas creativos europeos habían comprometido en autocensura por miedo a la reacción de los musulmanes radicales. El detonante para la comisión era el caso del autor de libro de los niños daneses Kåre Bluitgen, quién según se dice no podría encontrar un ilustrador para un libro sobre la vida de Mahoma. Jyllands-Posten invitó a una serie de Ilustradores daneses para describir a Mahoma "como lo ves". No todas las viñetas entregadas como respuesta a la invitación representaron imágenes de Mahoma. Entre todas ellas destacaron las de Kurt Westergaard, en las que se representaba a Mahoma con una bomba en su turbante.
En febrero de 2006, Rose escribió un ensayo para el Correo de Washington titulado “Por qué Publiqué Aquellas Historietas.” Hizo notar que Kurt Westergaard anteriormente había dibujado historietas parodiando a Jesus y la Estrella de David, sin que ello desembocara en "quema de embajadas o amenazas de muerte". Rose se preguntó: "¿Ha el Jyllands-Posten insultado y faltado el respeto al Islam?...Cuando visitó una mezquita, muestro mi respeto quitándome los zapatos. Sigo las costumbres, igual que en una iglesia, una sinagoga u otro sitio sagrado. Pero si un creyente me exigiese que, como no creyente, respete sus tabúes en el dominio público, no está pidiendo mi respeto, sino mi sumisión. Y aquello es incompatible con una democracia secular". En cuanto a evitar ofender, Rose declaró: "me agravio porque leo en el periódico todos los días: transcripciones de discursos de Osama bin Laden, fotos de Abu Ghraib, personas que insisten en que Israel tendría que ser borrado de la faz de la Tierra, personas que dicen el Holocausto nunca sucedió. Pero aquello no me inhibiría de publicarlo mientras estuviese dentro de los límites de la ley y del código ético del diario".

### Después del incidente de las caricaturas
Después de que la crisis de las historietas, Rose viajó a Estados Unidos y entrevistó a figuras como Francis Fukuyama, Bill Kristol, Richard Perle, y Bernard Lewis para el New York Times y el Jyllands-Posten. Las entrevistas fueron publicadas en el libro de Rose Amerikanske stemmer (Voces estadounidenses). Rose ha continuado escribiendo y siendo entrevistado extensamente sobre las historietas y los asuntos que iniciaron la controversia. 